# Finder of Lost Loves
| Оценки критиков               | Оценки критиков |
| Источник                      | Оценка          |
| ----------------------------- | --------------- |
| AllMusic                      | [ 1 ]           |
| Encyclopedia of Popular Music | [ 2 ]           |
| The Rolling Stone Album Guide | [ 3 ]           |

Finder of Lost Loves (в некоторых странах альбом издавался под названием Without Your Love) — двадцать пятый студийный альбом американской певицы Дайон Уорвик, выпущенный в 1985 году на лейбле Arista Records.

## Об альбоме
В этот раз над альбомом работала целая плеяда продюсеров, включая Берта Бакарака, с которым певица плодотворно работала на протяжении шестидесятых годов. Он и его тогдашняя супруга Кэрол Байер-Сейджер написали песню «Finder of Lost Loves», которая стала главной темой для телесериала «Искатель потерянной любви». На альбоме также присутствует кавер-версия песни Bee Gees «Run to Me», исполненная в дуэте с Барри Манилоу, который в свою очередь стал сопродюсером альбома. В альбом вошли также два дуэта со Стиви Уандером, которые ранее прозвучали в фильме «Женщина в красном».
Альбом достиг 150 места в чарте Billboard Top 200 Albums и 50 места в чарте Top Black Albums. В поддержку альбома были выпущены синглы «Finder of Lost Loves» и «Run to Me», они оба поднялись до 12 места в чарте Adult Contemporary.

## Список композиций
| №  | Название                         | Автор(ы)                           | Длительность |
| -- | -------------------------------- | ---------------------------------- | ------------ |
| 1. | «No One in the World»            | Кен Хирш, Марти Шаррон             | 3:34         |
| 2. | «Without Your Love»              | Роберт Ланг                        | 4:43         |
| 3. | «Run to Me»                      | Барри Гибб, Робин Гибб, Морис Гибб | 4:36         |
| 4. | «Finder Of Lost Loves»           | Берт Бакарак, Кэрол Байер-Сейджер  | 4:41         |
| 5. | «Love Doesn’t Live Here Anymore» | Стив Голдман                       | 5:01         |

| №   | Название                         | Автор(ы)                                  | Длительность |
| --- | -------------------------------- | ----------------------------------------- | ------------ |
| 6.  | «It’s You»                       | Стиви Уандер                              | 4:58         |
| 7.  | «It's Love»                      | Барри Манилоу, Адрианн Андерсон           | 3:36         |
| 8.  | «Bedroom Eyes»                   | Барри Манилоу, Брюс Суссман, Джек Филдман | 4:45         |
| 9.  | «Weakness»                       | Стиви Уандер                              | 4:16         |
| 10. | «You Made Me Want To Love Again» | Ричард Керр, Норман Гимбел                | 4:29         |

## Чарты
| Чарт (1985)                            | Высшая позиция |
| -------------------------------------- | -------------- |
| Великобритания (UK Albums Chart)       | 86             |
| США (Billboard 200)                    | 150            |
| США (Billboard Top R&B/Hip-Hop Albums) | 50             |